# Irma (namn)

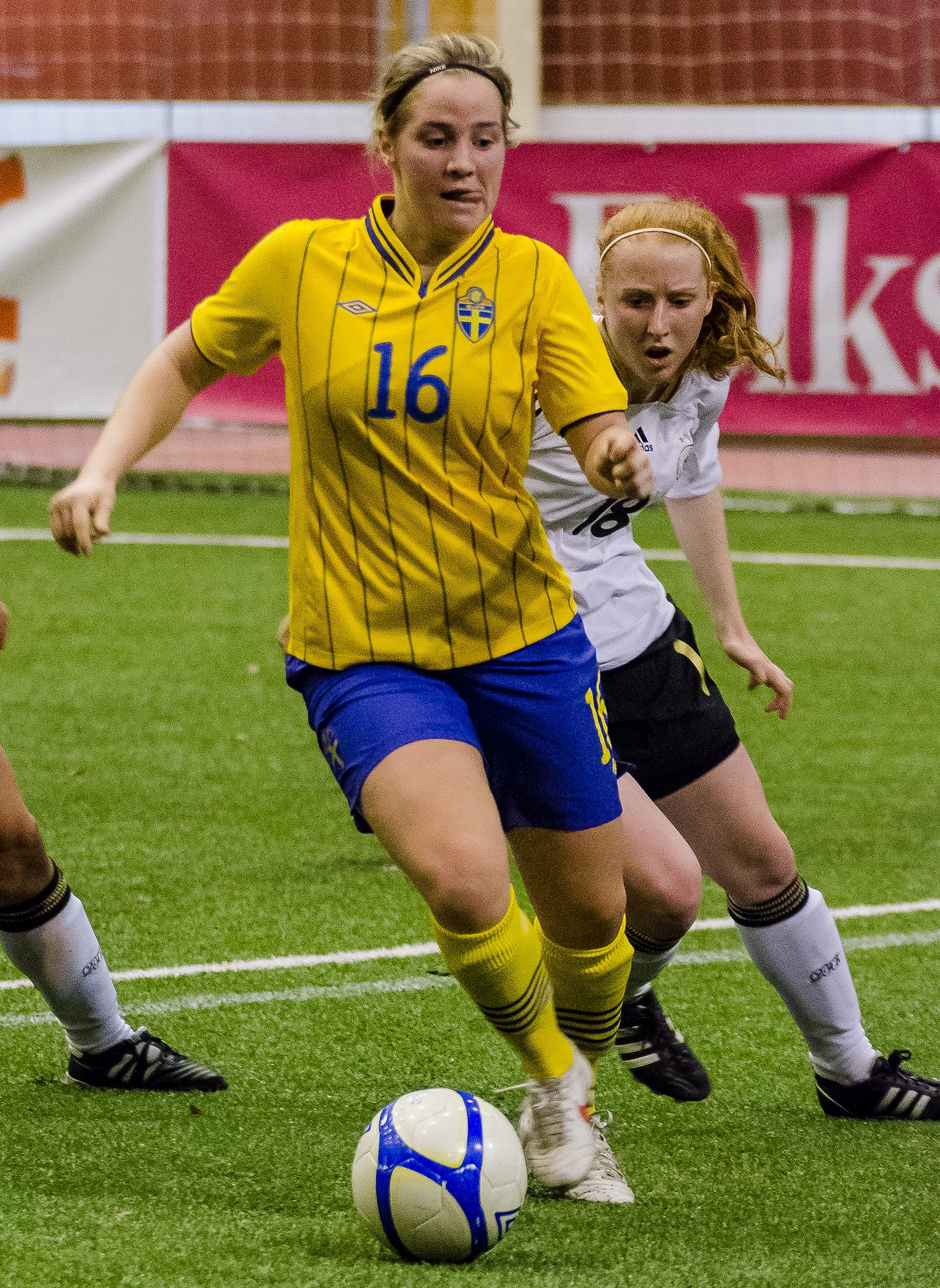
Irma Helin, 2012.

Kvinnonamnet Irma är ett tyskt namn, en kortform av Irmgard och Irmelin, och betyder ungefär, hon som skyddas av Irm. Irm var namnet på en germansk gud. Enligt en annan tolkning betyder namnet den starka.
Namnsdag: 7 april i Sverige. I den finlandssvenska namnsdagslängden har Irma namnsdag 31 mars sedan starten 1929, då en egen namnsdagskalender togs i bruk för finlandssvenskar, tillsammans med Irmelin.

## Irma i Sverige
Under slutet av 1980-talet och början av 1990-talet var namnet nästan utdött, men sedan 1992 har det klättrat på topplistan. Den 31 december 2005 fanns det totalt 8 945 personer i Sverige med namnet Irma, varav 5 879 med det som tilltalsnamn. År 2003 fick 140 flickor i Sverige namnet, varav 69 fick det som tilltalsnamn.

### Personer med namnet Irma
- Irma Björck, operasångerska
- Irma Christenson, skådespelerska
- Irma Erixson, skådespelerska
- Irma Grese, tysk krigsförbrytare
- Irma Helin, fotbollsspelare och expertkommentator
- Irma Johansson, längdskidåkare
- Irma Lehtosalo, TV-profil och mor till artisten Markoolio
- Irma Leoni, sångerska och skådespelerska
- Irma Libohova, albansk sångerska
- Irma Rosenberg, ekonom
- Irma Schultz, popsångerska
- Irma Thomas, amerikansk soulsångerska
- Irma Urrila, finländsk operasångerska